# Amélie Etasse
Amélie Etasse est une actrice française née le 8 juin 1984 dans le 20e arrondissement de Paris.
L'actrice est surtout connue pour sa participation à la série télévisée Scènes de ménages. Au-delà des scènes des théâtres, elle a également participé à une grande campagne publicitaire pour les produits Marque Repère de l'enseigne E.Leclerc.

## Biographie
Amélie Etasse se forme à l'école Claude-Mathieu. Elle apprend aussi le chant au « Chœur de la Ville » et grâce à Carine Robert. Auparavant, elle étudie au conservatoire Georges-Bizet le théâtre et la danse, et à l'école de théâtre de Paris. Elle passe également une licence Arts du spectacle, option théâtre, dans le 5e arrondissement de Paris.
En 2006, elle est repérée pendant le festival d'Avignon par l'agence Rebecca qui lui propose des castings publicitaires. En 2015, elle est confirmée sur la série publicitaire Marque Repère de l'enseigne E.Leclerc et enchaîne les tournages.
Amélie Etasse contribue à la rédaction du blog Paris Mieux Mieux et crée le personnage de la Loove, qu'elle incarne dans la série courte La Loove visible sur Studio 4 (produit par France Télévisions et Aprile productions). Elle est actrice à la télévision et au théâtre.
Elle est maman depuis le 23 août 2020 d'un garçon prénommé Vasco.

## Filmographie

### Télévision
- 2011 : Trop la classe café ! : Amélie
- 2012 : Le Jour où tout a basculé[5] (série) saison 2, épisode 23 Ma sœur arnaque ma mère de Thierry Boscheron : Cindy
- 2013 : RIS police scientifique (série), saison 8, épisode La Menace : la touriste devant le Panthéon
- 2013 : Ma Meuf (série): Sandra
- 2013 : Profilage (série), saison 4, épisode 8 De père en fils de Marwen Abdallah : une jeune collègue du commissariat
- 2014 : Les Textapes d'Alice (mini-série) : Xtina
- 2015 : Dix pour cent  (série) saison 1, épisode 1 Cécile de Cédric Klapisch : Magalie
- depuis 2015 : Scènes de ménages : Camille[6]
- 2016 : La Loove (mini-série) de Clément Vallos : La Loove
- 2017 : En chien (mini-série) de Denis Larzillière : Julie
- 2019 : Nina (série), saison 5, épisode 9 Contretemps d'Eric Le Roux : Lydia Garnier
- 2022 : La Faute à Rousseau (série), saison 2, épisode 3 Inès et le destin d'Octave Raspail : Joanna
- 2023 : Split (série) d'Iris Brey : Garance

### Cinéma

#### Long métrage
- 2019 : Joyeuse retraite ! de Fabrice Bracq : la directrice d'école

#### Courts métrages
- 2012 : Bisou de Julien Ratel et Martin Tronquart : Sandra Desbains
- 2013 : À dimanche prochain de Laure-Elie Chénier-Moreau : La fille
- 2013 : Le Bisou
- 2013 : L'Homme pince : Carole
- 2013 : Le petit cheval de Troie : Ève
- 2013 : Entre rouge et loup : Rouge
- 2013 : Chachacha : la danseuse
- 2013 : Sans un mot : la femme
- 2016 : Speed/Dating de Daniel Brunet et Nicolas Douste : Sophie

### Web séries
- 2014 : Les Mordus du Bocal (6play)
- 2014 : Les textapes d'Alice (France 4)
- 2015 : La Loove (France 4) (qu'elle écrit)

### Publicités
Amélie Etasse a été la voix-off pour des publicités diffusées à la radio et à la télévision de plusieurs entreprises, telles que Samsung, Ricola, Matines, Intimy, Europcar, Kwikso et E.Leclerc.
- 2004 : Musée d'art contemporain du Val-de-Marne
- 2005 : Canal+
- 2006 : Festival du film étudiant de Québec
- 2008 : Match.com
- 2011 : Groupama
- 2011 : Flunch
- 2012 : Copra
- depuis 2010 : La Blonde / Marque Repère, E.Leclerc

## Théâtre
- 2005 : Fool For Love (Jean Bellorini) : Kate
- 2007 : Je me tiens devant toi nue (Delphine Lequenne) : Marianne
- 2008-2009 : Après la pluie (Camille de la Guillonnière) : secrétaire blonde
- 2010 : Love in the City (Pascal Buresi) : rôle principal
- 2010 : Tango (Camille de la Guillonnière) : Aline
- 2012 : Les Colocataires (théâtre d'improvisation)
- 2012 : Doris Darling (Marianne Groves)
- 2013-2014 : Bonjour Ivresse (Franck Le Hen)
- 2017-2018 : Bouquet final (Olivier Macé)
- 2018 : Cendrillon (Joël Pommerat) : la belle mère
- 2019 : Escale (Marilyne Bal)
- 2023 : Formica (Amélie Étasse d'après Fabcaro)

### Comédies musicales
- 2006-2011 : Jeux de mots laids pour gens bêtes (Léonie Pingeot) : Léna
- 2011-2013 : Redis-Le Me (Léonie Pingeot)

## Distinctions

### Récompenses
- 2013 : Prix d'interprétation Mague de la meilleure performance artistique de l'année dans Doris Darling (2013) [7].
- swiss web festival 2016 : Lauréate du Prix du public du meilleur programme court pour La Loove (2015).
- Festival international du film de comédie de l'Alpe d'Huez 2017 : Lauréate du Prix du meilleur court métrage pour Speed dating (2017).